# Colorado Mammoth
I Colorado Mammoth sono una squadra professionistica americana di lacrosse facente parte della National Lacrosse League.
Sono stati fondati nel 2003